# Patricia Emonet
Patricia Emonet (* 22. Juli 1956 in Sallanches) ist eine ehemalige französische Skirennläuferin. Sie gewann in der Saison 1972/73 den Slalom-Weltcup.

## Karriere
Die ältere Schwester von Claudine Emonet war 1972 bei den erstmals ausgetragenen Junioreneuropameisterschaften in Madonna di Campiglio mit zwei Goldmedaillen in der Abfahrt und im Slalom sowie einer Bronzemedaille im Riesenslalom die erfolgreichste Teilnehmerin. Im Skiweltcup konnte sie zum ersten Mal im Dezember 1972 mit einem dritten Platz im Slalom von Val-d’Isère punkten. Sie etablierte sich sogleich an der Weltspitze und gewann von Januar bis März 1973 drei Slaloms und einen Riesenslalom, womit sie in der Saison 1972/73 den Slalomweltcup für sich entschied, Vierte im Riesenslalomweltcup und Dritte im Gesamtweltcup wurde. Sie konnte in den folgenden Jahren diese Ergebnisse nicht wiederholen, erreichte aber in den Saisonen 1975/76 und 1976/77 noch insgesamt vier Podestplätze. Im Januar 1979 gewann sie ihre letzten Weltcuppunkte.
Bei den Weltmeisterschaften 1974 in St. Moritz wurde Emonet 12. im Riesenslalom und 16. im Slalom. Zwei Jahre später wurde sie bei den Olympischen Winterspielen 1976 in Innsbruck 11. im Riesenslalom, während sie im Slalom im zweiten Durchgang ausschied, nachdem sie im ersten Lauf auf Rang fünf gelegen war. Bei den Weltmeisterschaften 1978 in Garmisch-Partenkirchen kam sie nur auf den 38. Rang im Riesenslalom. Im Slalom schied sie im ersten Durchgang aus. 1973, 1976 und 1977 wurde Emonet französische Meisterin im Slalom.

## Erfolge

### Olympische Winterspiele
(zählten zugleich als Weltmeisterschaften)
- Innsbruck 1976: 11. Riesenslalom

### Weltmeisterschaften
- St. Moritz 1974: 12. Riesenslalom, 16. Slalom
- Garmisch-Partenkirchen 1978: 38. Riesenslalom

### Weltcupwertungen
Patricia Emonet gewann einmal die Disziplinenwertung im Slalom.
| Saison  | Gesamt | Gesamt | Riesenslalom | Riesenslalom | Slalom | Slalom |
| Saison  | Platz  | Punkte | Platz        | Punkte       | Platz  | Punkte |
| ------- | ------ | ------ | ------------ | ------------ | ------ | ------ |
| 1972/73 | 3.     | 163    | 4.           | 52           | 1.     | 110    |
| 1973/74 | 21.    | 19     | 14.          | 11           | 14.    | 8      |
| 1974/75 | 35.    | 6      | –            | –            | 21.    | 6      |
| 1975/76 | 14.    | 58     | 18.          | 12           | 8.     | 46     |
| 1976/77 | 16.    | 53     | 17.          | 12           | 8.     | 41     |
| 1977/78 | 33.    | 4      | –            | –            | 19.    | 4      |
| 1978/79 | 82.    | 1      | –            | –            | 27.    | 1      |

### Weltcupsiege
Emonet errang insgesamt 10 Podestplätze, davon 4 Siege:
| Datum          | Ort              | Land      | Disziplin    |
| -------------- | ---------------- | --------- | ------------ |
| 2. Januar 1973 | Maribor          | Slowenien | Slalom       |
| 3. März 1973   | Mont Sainte-Anne | Kanada    | Slalom       |
| 22. März 1973  | Heavenly Valley  | USA       | Slalom       |
| 23. März 1973  | Heavenly Valley  | USA       | Riesenslalom |

### Weitere Erfolge
- Junioreneuropameisterschaften 1972: 1. Abfahrt, 1. Slalom, 3. Riesenslalom
- Französische Meisterin im Slalom 1973, 1976 und 1977